# Hedychium
Genre
Classification APG III (2009)

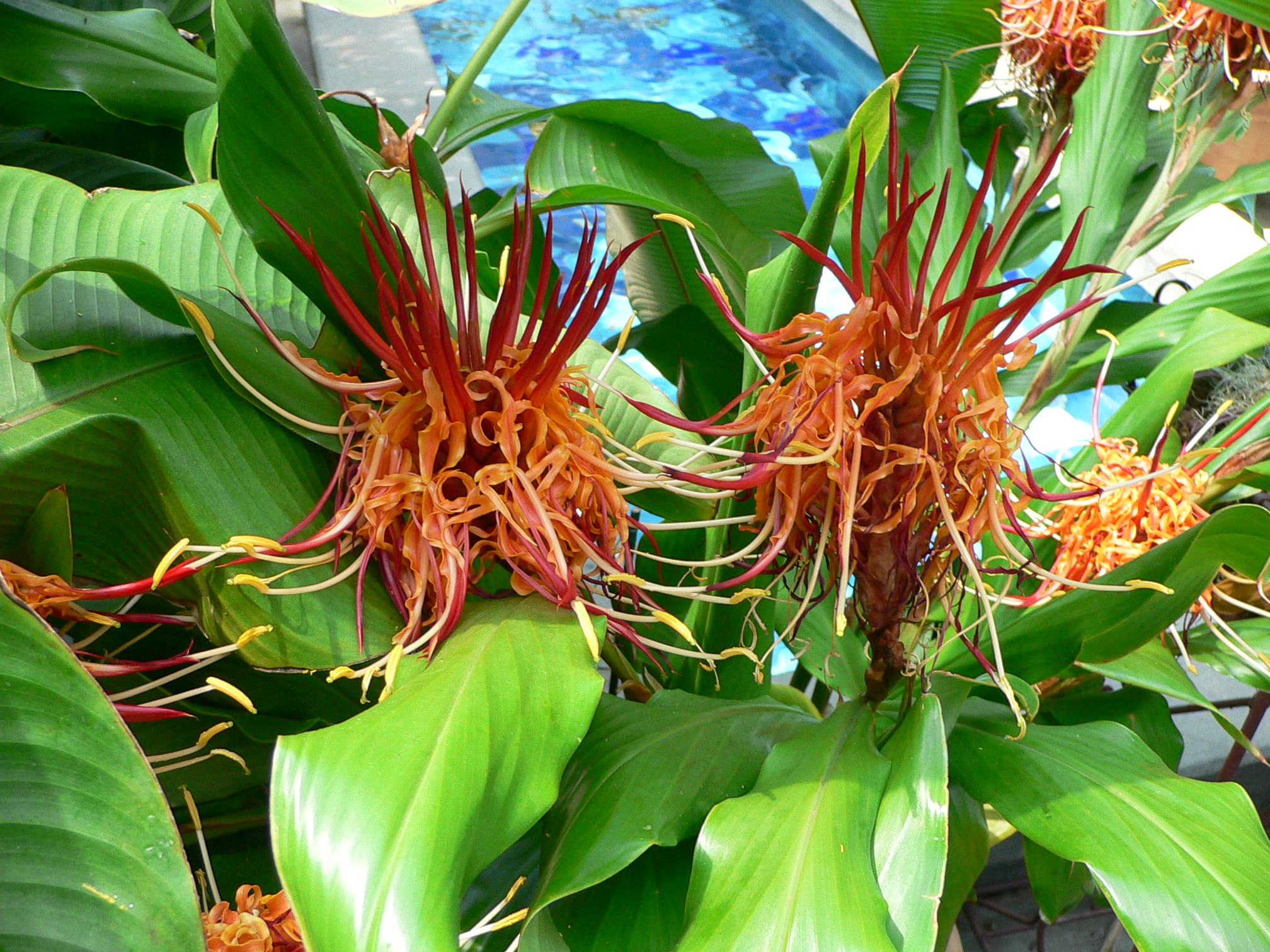
Hedychium longicornutum.

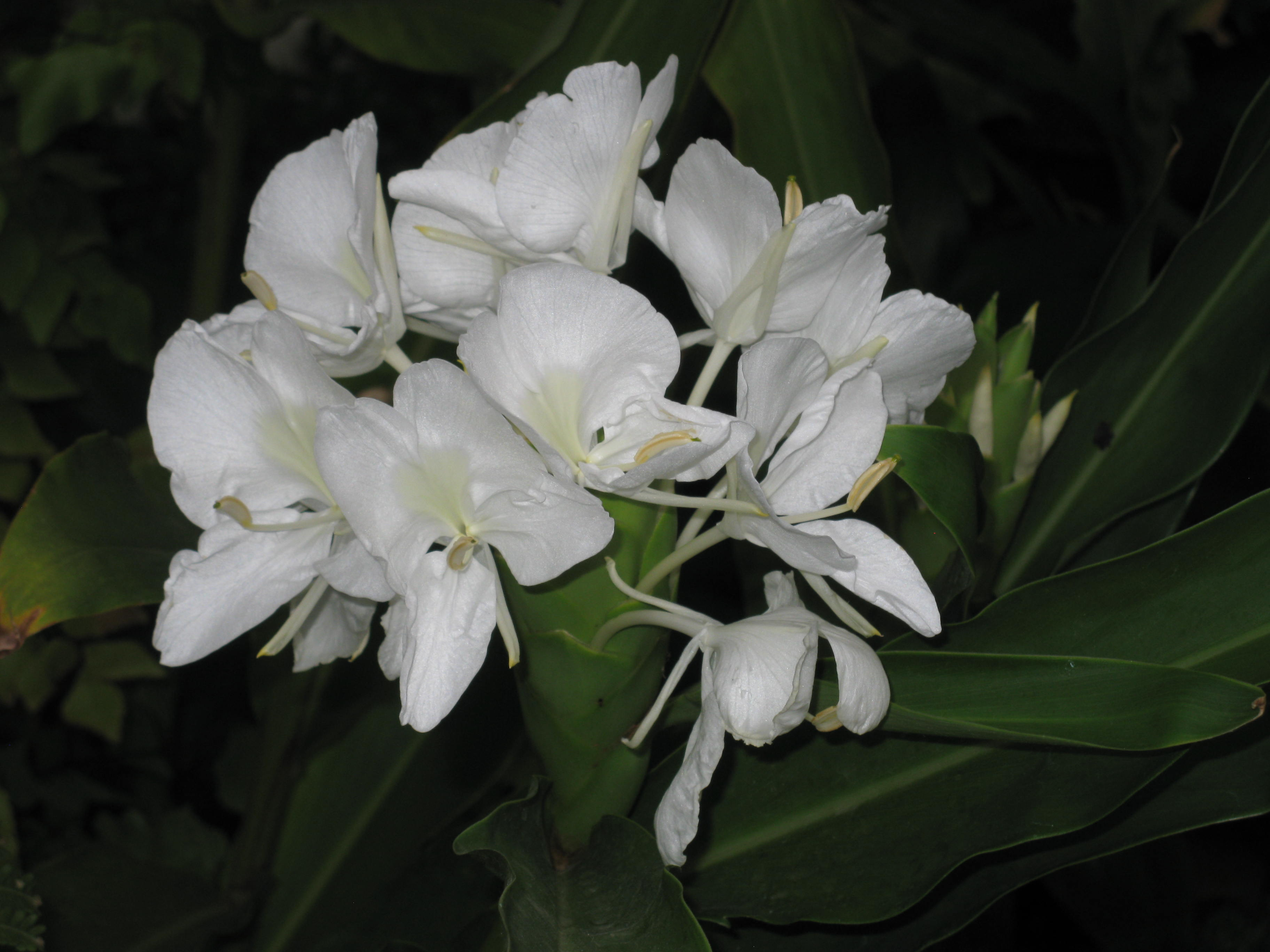
Hedychium coronarium.

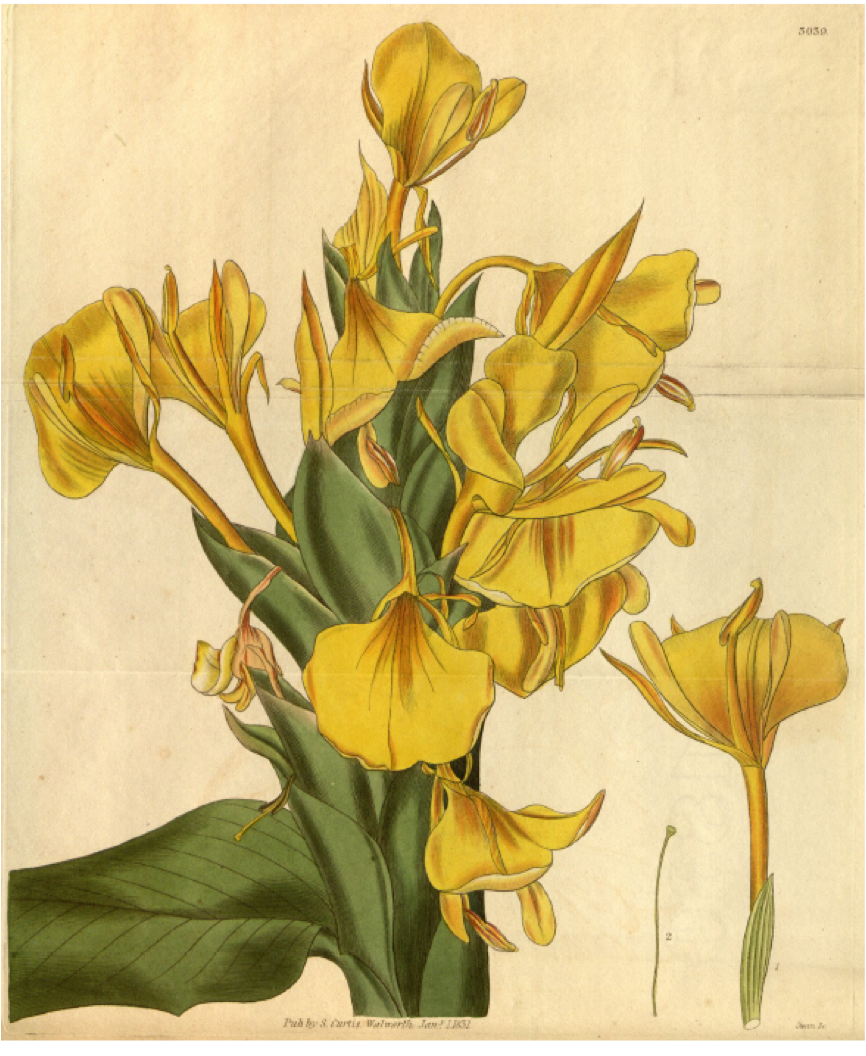
Hedychium flavum.

Hedychium est un genre de plantes vivaces de la famille des Zingiberaceae originaires de l'Asie tropicale et de l'Himalaya, mesurant communément entre 1,20 et 1,80 m de haut. Certaines espèces sont cultivées comme plantes ornementales.

## Liste d'espèces
Selon World Checklist of Selected Plant Families (WCSP) (19 oct. 2011) :
- Hedychium aureum C.B.Clarke & H.Mann ex Baker (1892)
- Hedychium biflorum Sirirugsa & K.Larsen (1995)
- Hedychium bijiangense T.L.Wu & S.J.Chen (1978)
- Hedychium bipartitum G.Z.Li (1985)
- Hedychium boloveniorum K.Larsen (1965)
- Hedychium bordelonianum W.J.Kress & K.J.Williams (2003)
- Hedychium borneense R.M.Sm. (1990)
- Hedychium bousigonianum Pierre ex Gagnep. (1904)
- Hedychium brevicaule D.Fang (1980)
- Hedychium calcaratum A.S.Rao & D.M.Verma (1969 publ. 1971)
- Hedychium champasakense Picheans. & Wongsuwan, (2009).
- Hedychium chayanianum Wongsuwan, (2008).
- Hedychium coccineum Buch.-Ham. ex Sm. (1811)
- Hedychium collinum Ridl. (1899)
- Hedychium convexum S.Q.Tong (1986)
- Hedychium coronarium J.König (1783)
- Hedychium cylindricum Ridl. (1923)
- Hedychium densiflorum Wall. (1853)
- Hedychium efilamentosum Hand.-Mazz. (1936)
- Hedychium elatum R.Br. (1821)
- Hedychium ellipticum Buch.-Ham. ex Sm. (1811)
- Hedychium elwesii Baker (1892)
- Hedychium erythrostemon K.Schum. (1904)
- Hedychium flavescens Carey ex Roscoe (1824)
- Hedychium flavum Roxb. (1820)
- Hedychium forrestii Diels (1912)
  - Hedychium forrestii var. forrestii.
  - Hedychium forrestii var. latibracteatum K.Larsen, (1965).
- Hedychium gardnerianum Sheppard ex Ker Gawl. (1824)
- Hedychium glabrum S.Q.Tong (1989)
- Hedychium glaucum Roscoe (1824)
- Hedychium gomezianum Wall. (1853)
- Hedychium gracile Roxb. (1820)
- Hedychium gracillimum A.S.Rao & D.M.Verma (1969 publ. 1971)
- Hedychium gratum Wall. ex Voigt (1845)
- Hedychium greenii W.W.Sm. (1911)
- Hedychium griersonianum R.M.Sm. (1991)
- Hedychium griffithianum Wall. (1853)
- Hedychium hasseltii Blume (1827)
- Hedychium hirsutissimum Holttum (1950)
- Hedychium hookeri C.B.Clarke ex Baker (1892)
- Hedychium horsfieldii R.Br. ex Wall. (1853)
- Hedychium intermedium Blume (1827)
- Hedychium khaomaenense Picheans. & Mokkamul (2005)
- Hedychium kwangsiense T.L.Wu & S.J.Chen (1978)
- Hedychium larsenii M.Dan & C.Sathish Kumar (1999)
- Hedychium lineare R.M.Sm. (1990)
- Hedychium longicornutum Griff. ex Baker (1892)
- Hedychium longipedunculatum Sastry & D.M.Verma (1968)
- Hedychium longipetalum X.Hu & N.Liu, (2010).
- Hedychium luteum Baker (1892)
- Hedychium macrorrhizum Ridl. (1899)
- Hedychium malayanum Ridl. ex Burkill & Holttum (1923)
- Hedychium marginatum C.B.Clarke, J. Linn. Soc. (1889)
- Hedychium menghaiense X.Hu & N.Liu, (2010).
- Hedychium menglianense Y.Y.Qian (2000)
- Hedychium muanwongyathiae Picheans. & Wongsuwan, (2009).
- Hedychium muluense R.M.Sm. (1982)
- Hedychium neocarneum T.L.Wu, K.Larsen & Turland (2000)
- Hedychium nutantiflorum H.Dong & G.J.Xu (1997)
- Hedychium paludosum M.R.Hend. (1927)
- Hedychium parvibracteatum T.L.Wu & S.J.Chen (1978)
- Hedychium pauciflorum S.Q.Tong (1986)
- Hedychium peregrinum N.E.Br., Gard. Chron., n.s. (1883)
- Hedychium philippinense K.Schum. (1904)
- Hedychium phuluangense Picheans. & Wongsuwan, (2009).
- Hedychium poilanei K.Larsen (1965)
- Hedychium puerense Y.Y.Qian (1996)
- Hedychium pynursulaeanum S.K.Jain & S.C.Srivast. (1986)
- Hedychium qingchengense Z.Y.Zhu (1992)
- Hedychium radiatum A.S.Rao & Hajra (1974 publ. 1977)
- Hedychium raoi G.D.Pal & G.S.Giri (1998)
- Hedychium robustum A.S.Rao & Hajra (1974 publ. 1977)
- Hedychium roxburghii Blume (1827)
  - Hedychium roxburghii var. oblongum (K.Schum.) Bakh.f., (1958).
  - Hedychium roxburghii var. roxburghii.
- Hedychium rubrum A.S.Rao & D.M.Verma (1969 publ. 1971)
- Hedychium samuiense Sirirugsa & K.Larsen (1995)
- Hedychium satyanarayanum S.C.Srivast. (1999)
- Hedychium simaoense Y.Y.Qian (1996)
- Hedychium sirirugsae M.Dan & C.Sathish Kumar (1999)
- Hedychium speciosum Wall. (1820)
- Hedychium spicatum Sm. (1811)
- Hedychium stenopetalum Lodd. (1833)
- Hedychium tenellum (K.Schum.) R.M.Sm. (1980)
- Hedychium tengchongense Y.B.Luo (1994)
- Hedychium thaianum Mokkamul & Picheans. (2005)
- Hedychium thyrsiforme Sm. (1811)
- Hedychium tienlinense D.Fang (1978)
- Hedychium tomentosum Sirirugsa & K.Larsen (1995)
- Hedychium venustum Wight (1853)
- Hedychium villosum Wall. (1820)
  - Hedychium villosum var. tenuiflorum Wall. ex Baker, (1892).
  - Hedychium villosum var. villosum.
- Hedychium wardii C.E.C.Fisch. (1936)
- Hedychium ximengense Y.Y.Qian (1994)
- Hedychium yungjiangense S.Q.Tong (1986)
- Hedychium yunnanense Gagnep. (1907)

Selon NCBI (17 février 2025) :
- Hedychium aureum C.B.Clarke & H.Mann ex Baker, 1892
- Hedychium biflorum Sirirugsa & K.Larsen, 1995
- Hedychium bijiangense T.L.Wu & S.J.Chen, 1978
- Hedychium boloveniorum K.Larsen, 1965
- Hedychium bordelonianum W.J.Kress & K.J.Williams, 2003
- Hedychium borneense R.M.Sm., 1990
- Hedychium bousigonianum Pierre ex Gagnep., 1904
- Hedychium brevicaule D.Fang, 1980
- Hedychium chingmeianum Odyuo & D.K.Roy, 2017
- Hedychium chrysoleucum Hook., 1850
- Hedychium coccineum Hedychium aurantiacum A.Wall ex Roscoe
- Hedychium coronarium J.Koenig, 1783
- Hedychium cylindricum Ridl., 1923
- Hedychium deceptum N.E.Br., 1922
- Hedychium dekianum A.S.Rao & D.M.Verma, 1971
- Hedychium densiflorum Wall., 1853
- Hedychium elatum R.Br., 1821
- Hedychium ellipticum Buch.-Ham. ex Sm., 1811
- Hedychium elwesii Baker, 1892
- Hedychium emeiense Z.Y.Zhu, 1984
- Hedychium flavescens Carey ex Roscoe, 1824
- Hedychium flavum Roxb., 1820
- Hedychium forrestii Diels, 1912
- Hedychium gardenerianum × Hedychium coccineum Hedychium x raffillii
- Hedychium gardnerianum Sheph. ex Ker Gawl., 1824
- Hedychium gardnerianum × Hedychium hasseltii
- Hedychium glabrum S.Q.Tong, 1989
- Hedychium gracile Roxb., 1820
- Hedychium gracillimum A.S.Rao & D.M.Verma, 1971
- Hedychium greenii W.W.Sm., 1911
- Hedychium hasseltii Blume, 1827
- Hedychium horsfieldii R.Br. ex Wall., 1853
- Hedychium kwangsiense T.L.Wu & S.J.Chen, 1978
- Hedychium larsenii M.Dan & C.Sathish Kumar, 1999
- Hedychium longicornutum Griff. ex Baker, 1892
- Hedychium marginatum C.B.Clarke, 1889
- Hedychium maximum Roscoe, 1824
- Hedychium menghaiense X.Hu & N.Liu, 2010
- Hedychium muluense R.M.Sm., 1982
- Hedychium neocarneum T.L.Wu, K.Larsen & Turland, 2000
- Hedychium nutantiflorum H.Dong & G.J.Xu, 1997
- Hedychium pauciflorum S.Q.Tong, 1986
- Hedychium philippinense K.Schum., 1904
- Hedychium puerense Y.Y.Qian, 1996
- Hedychium rubrum A.S.Rao & D.M.Verma, 1971
- Hedychium spicatum Sm., 1811
- Hedychium stenopetalum G.Lodd., 1833
- Hedychium tengchongense Y.B.Luo, 1994
- Hedychium thyrsiforme Sm., 1811
- Hedychium tienlinense D.Fang, 1978
- Hedychium urophyllum G.Lodd., 1832
- Hedychium villosum Wall., 1820
- Hedychium viridibracteatum X.Hu, 2018
- Hedychium yunnanense Gagnep., 1907
- Hedychium × natmataungense Nob.Tanaka

Selon ITIS (17 février 2025) :
- Hedychium coronarium J. Koenig
- Hedychium flavescens Carey ex Roscoe
- Hedychium gardnerianum Shepard ex Ker Gawl.
- Hedychium philippinense K. Schum.

## Espèces aux noms synonymes, obsolètes et leurs taxons de référence
Selon World Checklist of Selected Plant Families (WCSP) (19 oct 2011) :